# Van Chancellor
Van Chancellor, (nacido el 27 de septiembre de 1943 en Louisville, Misisipi) es un entrenador de baloncesto femenino estadounidense que ejerció en la NCAA, WNBA y como seleccionador de Estados Unidos.

## Trayectoria
- Universidad de Misisipi (1978-1997)
- Houston Comets (1997-2006)
- Estados Unidos (2002-2004)
- Universidad de Luisiana State (2007-2011)